# كلب راع ألماني
الراعي الألماني أو الكلب الراعي الألماني أو شيفرد الألماني (بالألمانية: Deutscher Schäferhund) (بالإنجليزية: German Shepherd Dog)‏ هي سلالة كلاب تأخذ اسمها من بلدها الأصلي ألمانيا، حيث اكتُشف في نهاية القرن التاسع عشر الميلادي، وهو يعد أفضل كلاب العالم في التعلق مع الإنسان وإخلاصه له، لذا فهو من أكثر الكلاب انتشاراً، يستخدم الراعي الألماني ككلب شرطة وفي الحروب في جميع أنحاء العالم بسبب قوته وذكائه وسهولة تدريبه على طاعة الإنسان.

## تاريخ السلالة
في العام 1878 قام مربو الكلاب الألمان بأول محاولة للتجمع من أجل تطوير مميزات كلابهم، التي كانت مختلفة من حيث المظهر. على حسب المناطق: مثلاً لكلاب منطقة بادن-فورتمبيرغ آذان قائمة، في حين أن آذان كلب بتورنغن متدلية. يوجد كلاب مختلفة أيضاً في بافاريا أو في هيس. أما صفاتها المشتركة التي جعلت منها أحسن كلاب لرعي القطعان فهي: الذكاء، الطاعة، اليقظة، الاٍستقامة؛ كما أنها تتمتع بالقوة والجلادة، والغلظة والجراءة لأن الاختيار التجريبي حتى الآن لم يهدف سوى اٍلى الحصول على كلاب عاملة.
في العام 1891 م، ألّف المربون، وبالخصوص الكونت فون هان والنقيب ريشلمان أول كتاب أنساب وحاولوا اٍقامة مجتمع، مجتمع فيلاكس (أول نادي ألماني للكلاب)، ولكن المشروع لم ينجح.
نقيب الفرسان ماكس اميل فريديريك فون ستيفانيتز هو الأب الحقيقي لهذه السلالة، بعد اٍعجابه لسنوات بمهارات كلاب الرعي، قرر شراء واحد منها في 3 أبريل 1899 م، أعاد تسميته هوراند فون غرافاث. هذا الأخير ذو لون رمادي-أصفر، من نمط راعي تورينغ(لكن بأذان قائمة). فون ستيفانيتز وأرثور ماير أسسا فيما بعد نادي السلالة في 22 أبريل 1899 م في كارلسروه وترأسها النقيب مدة 35 عاما.
في 28 سبتمبر 1899 م تم نشر أول معايير قياسية للسلالة. وأظهر النادي نشاطا كبيرا ومنظما، فمند العام 1902 م صدرت جريدة لجميع الأعضاء، وفي العام 1903 م أبصر النور سجل الاٍنتقاء مع تصنيف أداء الاٍنجابية، وتمت التطورات بسرعة بفضل التنظيم المحكم على المستوى الوطني متبوعة بمجهودات المربين (1215 عضو عام 1906 م). بدا بالبحث عن اٍناث من نفس الطراز وتنظيم معارض لتوحيد السلالة، وخاصة معرض وطني للتربية يمكن جميع مربي البلد من اٍختيار الزوج الملائم لكلابهم.
شيئا فشيئا ظهرت للراعي الألماني مهام أخرى غير حراسة القطعان، فقد شجعت خصائصه المميزة كالقوة والشجاعة والغلظة الشرطة الألمانية على استعماله.
في عام 1914 م، نظم نادي السلالة رفقة الجيش تظاهرة لتبيين فعالية الراعي الألماني أوقات الحروب، والتي دفع فيها ضريبة ثقيلة.
1910 م يبدأ اٍستيراد الراعي الألماني اٍلى فرنسا وبزيادة عام بعد الأخر.

## وصف السلالة
الراعي الألماني كلب رياضي جدا وله جسد متناسق وأنيق في نفس الوقت وهو من سلالات الكلاب الكبيرة ويتراوح طولها (إلى أعلى الكتف) ما بين 55 و 65 سنتيمترا (ما يعادل 22 إلى 26 بوصة) كما يتراوح وزنها ما بين 22 إلى 40 كيلوجرام (أي ما يعادل 49 إلى 88 رطلا). يتميز الراعي الألماني بفمه الطويل شبه مستطيل الشكل، وأنفه المدبب الأسود اللون وأذنيه المتوسطتي الحجم مستقيمتان وقائمتان ومتوازيتان وهما مفتوحتان للأمام ولكن غالبا ما يميلان للخلف عند الحركة. وله فك قوي وعينان مستديرتان متوسطتي الحجم. اللون: أسود أو أسود وبني مصفر أو أبيض.
الوبر
يقسم الراعي الألماني على حسب وبره اٍلى ثلاثة أقسام
1. الراعي الألماني ذو الوبر القاسي
2. الراعي الألماني ذو الوبر الطويل القاسي
3. الراعي الألماني ذو الوبر الطويل الناعم

### مواصفات كلاب الراعى الالمانى
- يوجد تناسق عضلي وشكلي فلا تجد الكلب ضخما أوهزيل.
- يوجد نوعين من كلاب الراعى الالمانى، كلاب العمل أو الورك لاين وتتميز بظهر مستقيم وكلاب العروض أو الشولاين وتشتهر بظهر مائل.
- يتمتع كلب الراعى الالمانى بجمجمة قوية وومتناسقة مع الجسم
- عيون الراعى الالمانى متوسطة الحجم ولكن بدون جحوظ أو دخول للداخل.

## الألوان

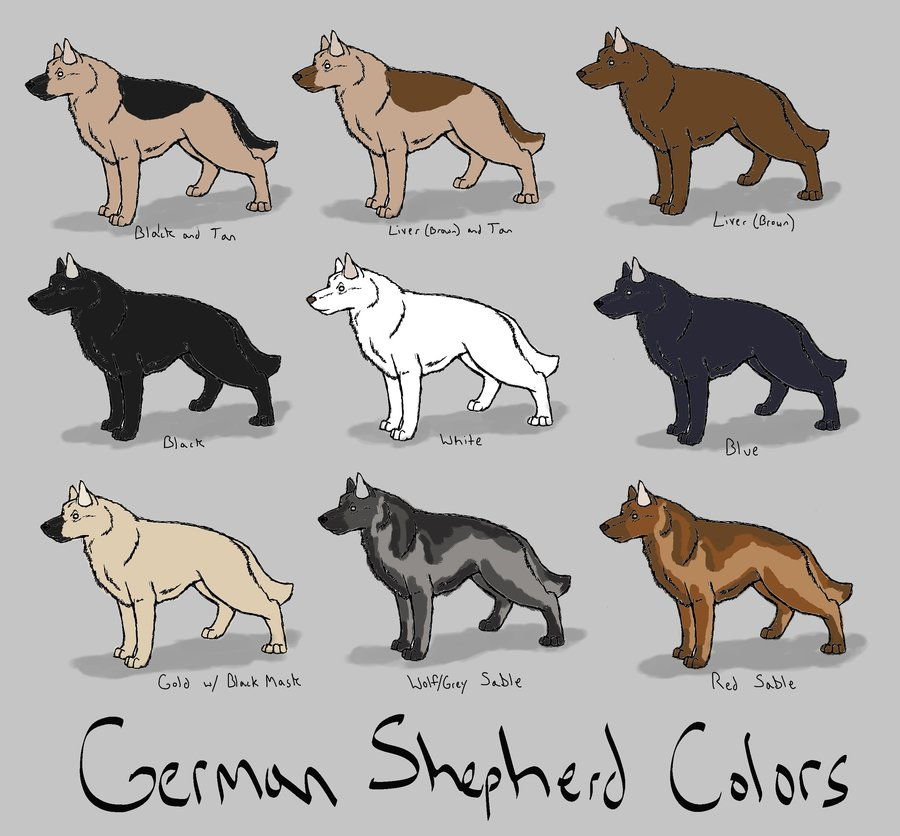
الوان الراعي الألماني

هنالك ألوان متعدده لكلب الراعي الألماني منها:
- الأسود والأحمر.
- الأسود والأصفر.
- الأسود.
- الأبيض.
- الأسود والأبيض (نادر الوجود، وباهض الثمن).

## خصائص السلالة

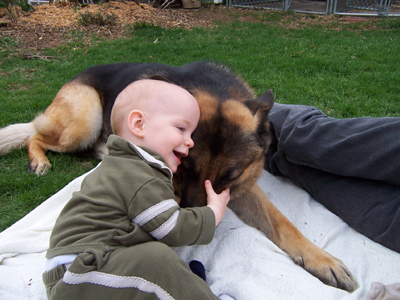
راعي ألماني يداعب طفل بكل لطف

ممتاز، شديد الذكاء، حارس جيد، حاسة الشم قوية يصلح لجميع المهام والأعمال، سهل الترويض، عضته قوية تبلغ قوتها 107.95 كيلو جرام (238 باوند، وفقا لقناة ناشيونال جيوغرافيك برنامج تلفزيوني لقاءات الخطرة)
سلالة الراعي الألماني من أكثر سلالات الكلاب في هجماتها على البشر، لكن الراعي الألماني المُدرب جيدا يعتبر أمن بالنسبة للبشر.

## اٍستعمال الراعي الألماني
يستخدم في مهام الحراسة وعمليات الإنقاذ كما تستخدمه قوات الشرطة في مهام من قبيل المراقبة والكشف عن الألغام والمخدرات.
يتم استخدامها ايضاً في الرعي والحراسة واستخدامات خاصه كدليل لفاقدي البصر.

## المشاكل الصحية المعتادة
أبرز المشاكل الصحية التي يتعرض لها الراعي الألماني هي تشوه نمو مفاصل الورك أو الفخذ)hip dysplasia(وتشكل هذه المشكلة الصحية عقبة حقيقية في سبيل إنتاج هذه السلالة حيث يحاول العديد من منتجي هذه السلالة إنشاء أجيال جديدة سليمة عبر التزاوج بين الكلاب الخالية من هذا المرض ولكن التحدي يبدو صعباً بسبب ان أغلب الكلاب السليمة تحمل المشكلة وراثياً وبالتالي تورثها لأبنائها. هناك أيضاً بعض المشاكل الصحية الأخرى المتعلقة بالعظام ولكنها ليست خاصة بهذه السلالة حيث تحدث في أغلب السلالات وتشوه مفصل المرفق في اليدين.
و من المشاكل الأخرى التي يتعرض لها كلب الراعي الألماني هة البانس (سبل) و يعرف بانه إالتهاب لسطح القرنية ويعتبر غير مؤلم ولكن إن لم يعالج فقد يؤثر على الرؤيا للكلاب المصابة. مشاكل القلب، الصرع, السكري، التهاب البنكرياس، التحسس وإلتواء المعدة تعتبر إيضا من المشاكل الوراثية الشائعة في هذا النوع من الكلاب.

## معرض صور

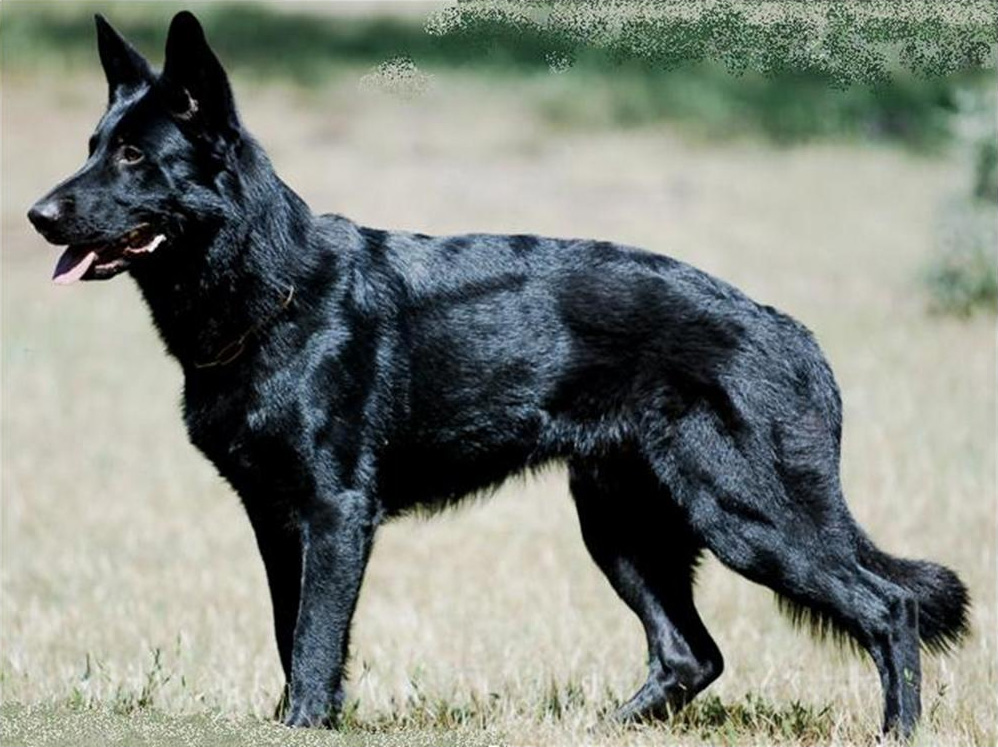
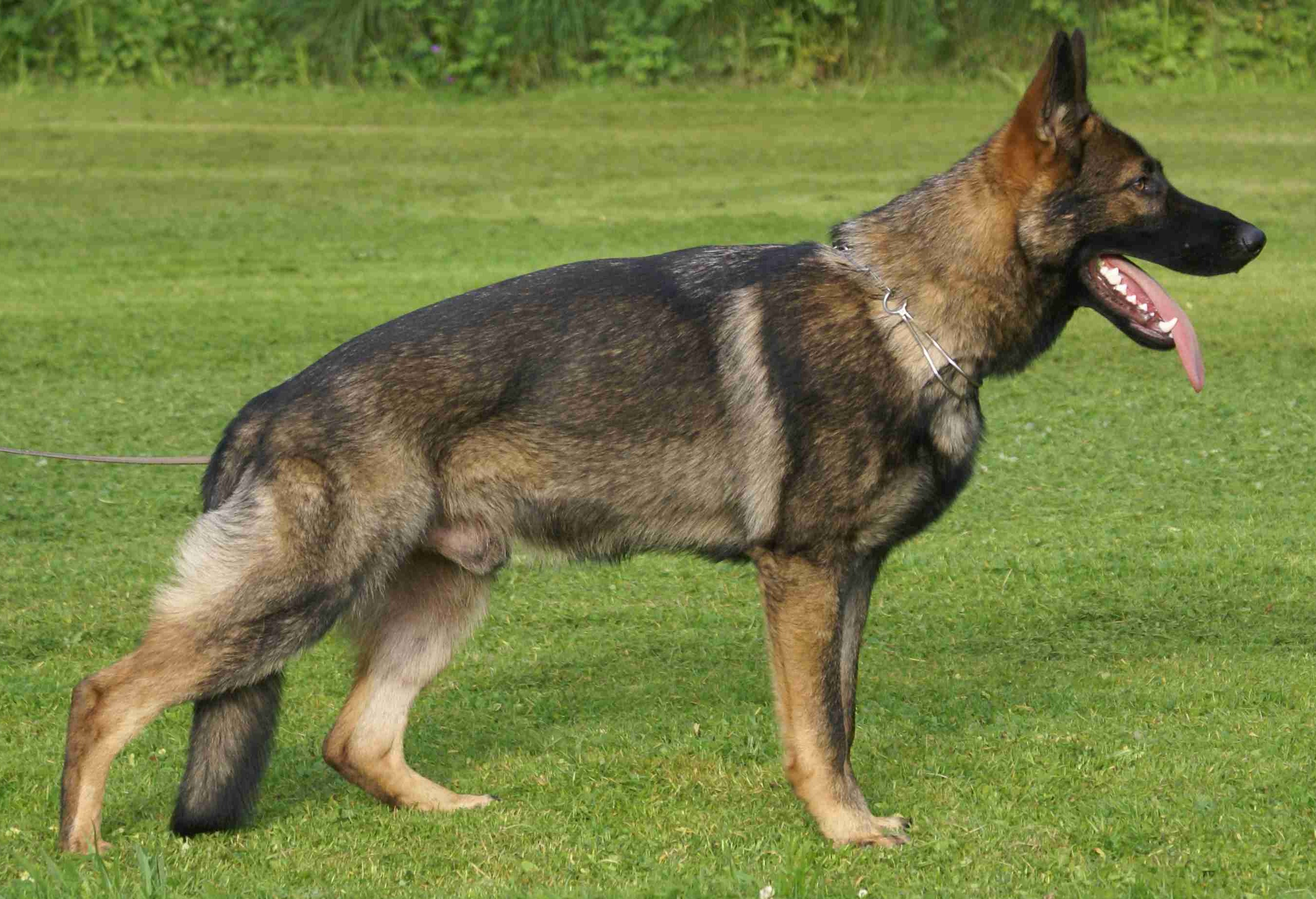
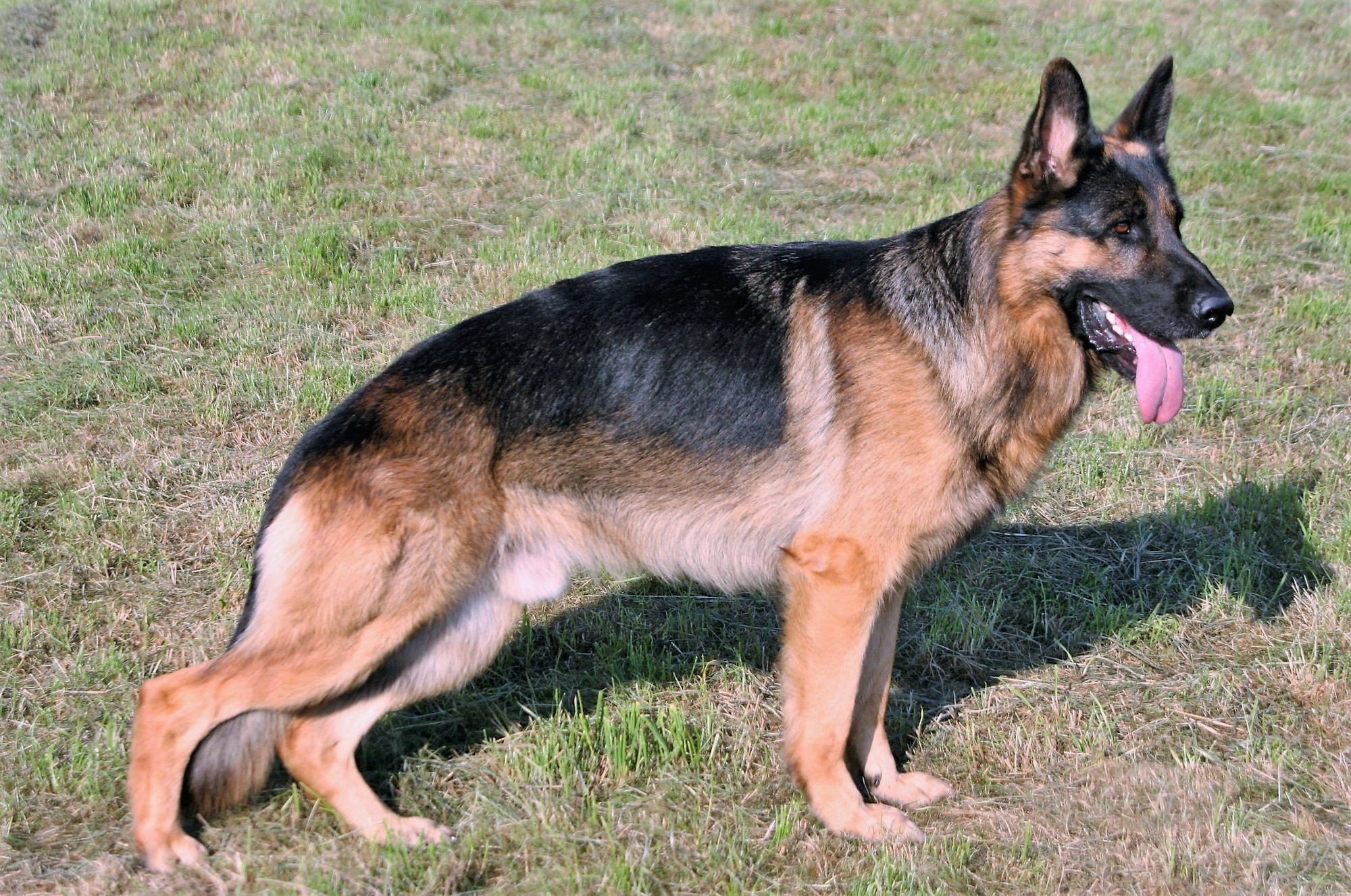
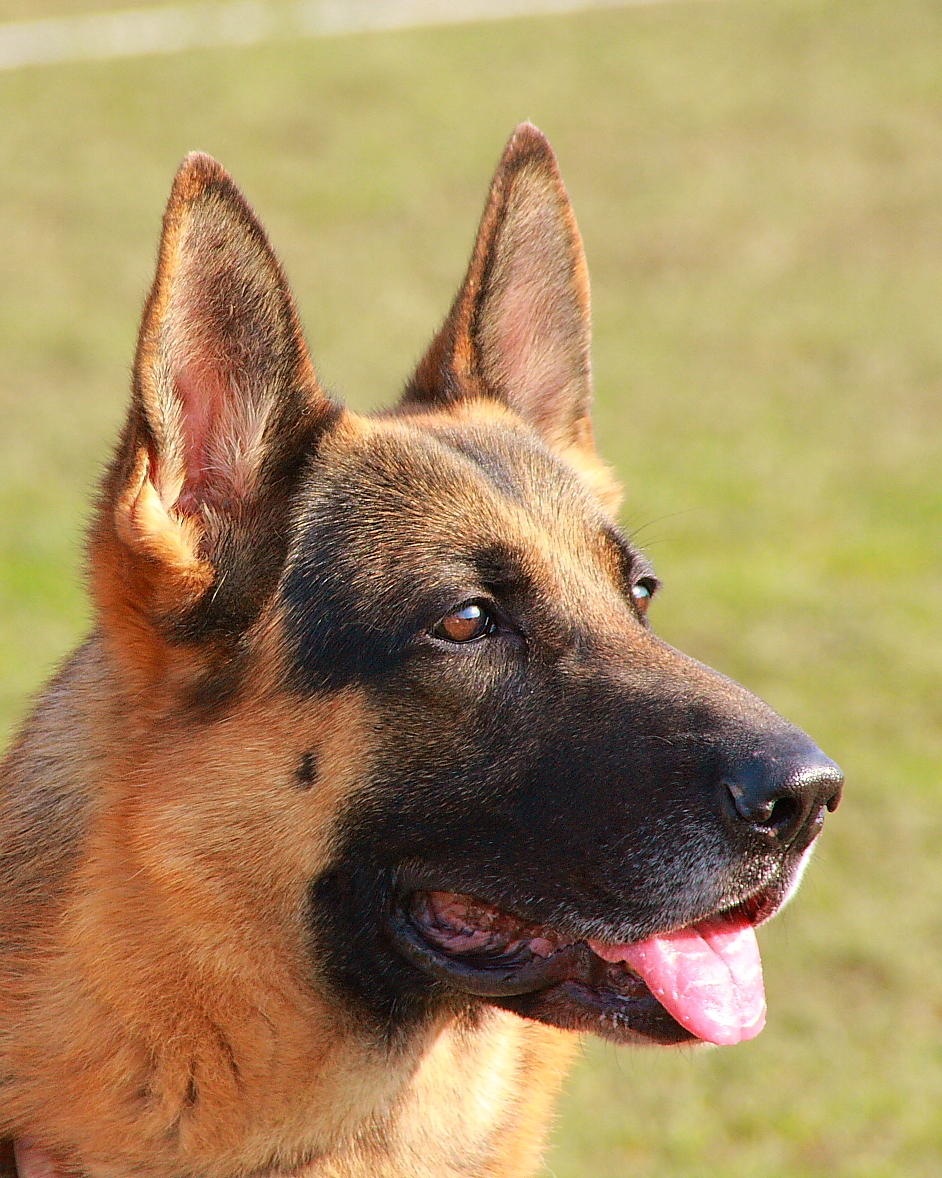
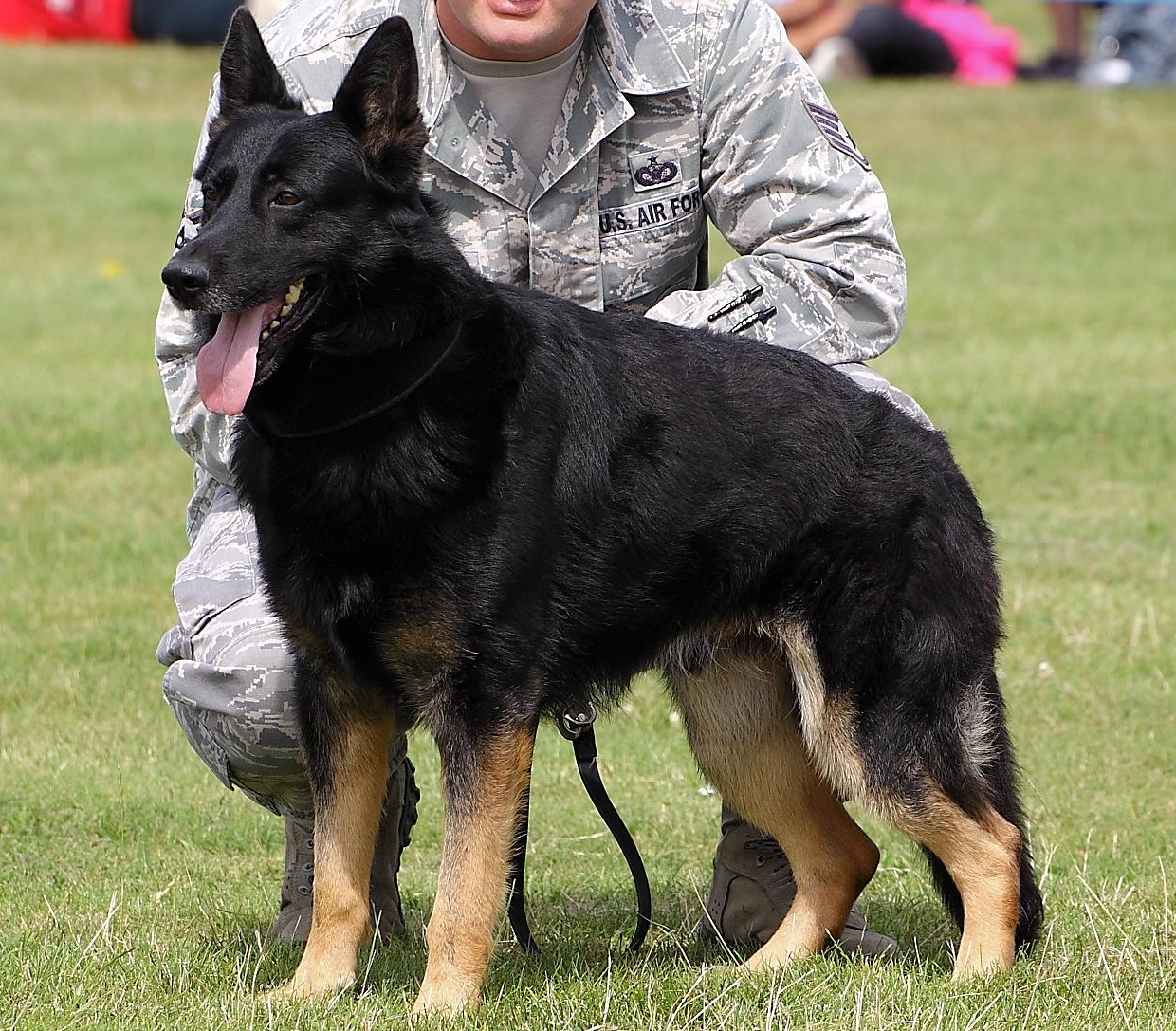
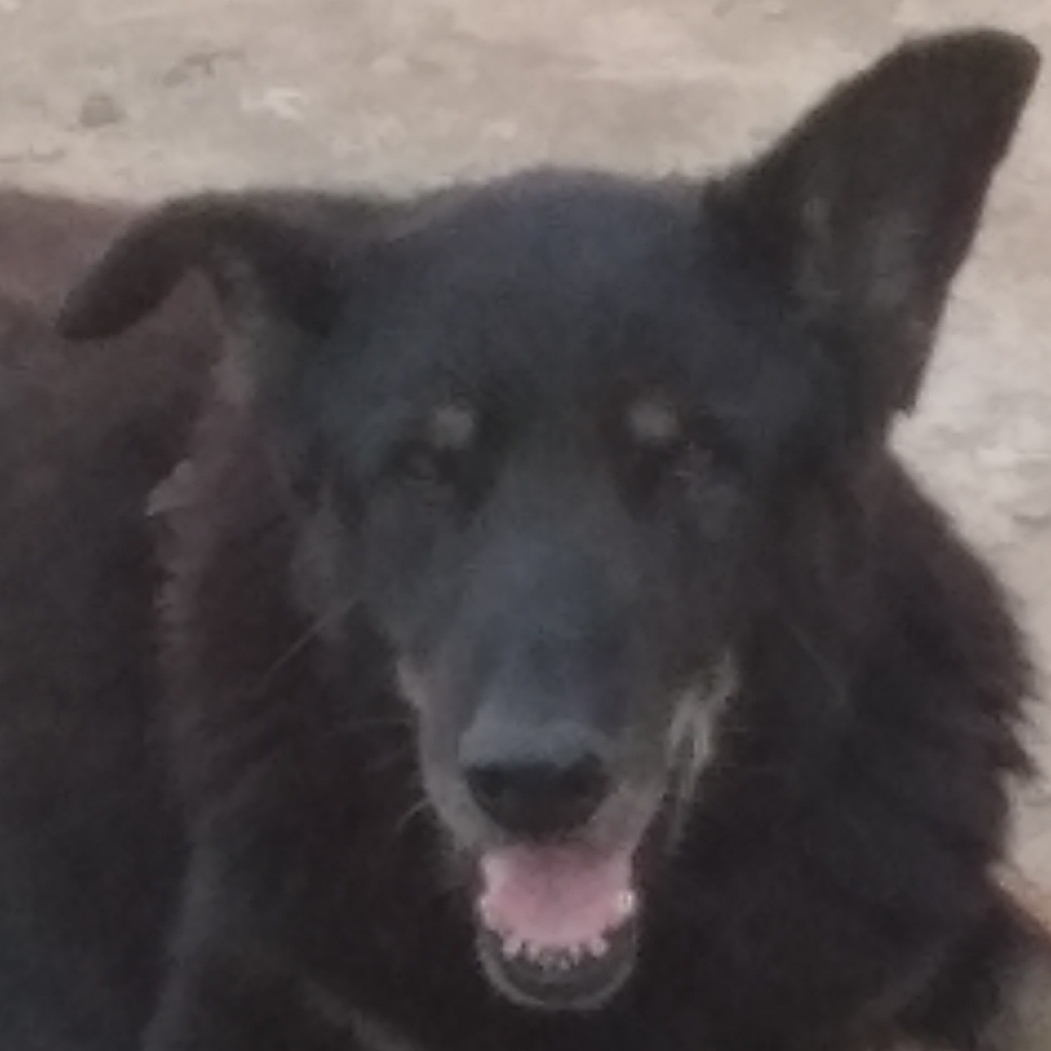